# Curuguaty
Curuguaty est une ville du Paraguay située dans le département de Canindeyú. Le nom de la ville est tiré de la curugua, une plante très commune dans la région.

## Histoire
Curuguaty a été fondée en 1716 et son nom originel était Villa de San Isidro Labrador de los Reyes Católicos de Curuguaty. Elle a été en 1869 la 4e et dernière capitale du Paraguay pendant la guerre de la Triple Alliance (1864-1870) et a été prise et incendiée par les troupes brésiliennes le 28 octobre de la même année.

## Géographie
Le département de Canindeyu une flore très riche et est entourée de régions montagneuses du Mbaracayu, dont l'altitude moyenne est de 400 m. Il est possible d'apprécier la biodiversité de la Forêt Atlantique.

## Économie
Les habitants de Curuguaty se consacrent à la culture de soja, du blé, du tournesol, du sésame et du coton ainsi qu'à l'élevage bovin et plus particulièrement à l'exploitation du  bois. 

## Événements majeurs à Curuguaty en 2012
En mai 2012, la province de Morumbi (à la suite du litige entre Blas N. Riquelme (ex-président de l'Association Nationale Républicaine) et l'État du Paraguay), a été occupée par une centaine de paysans pour protester contre le manque de terres agricoles dans le département de Canindeyu.
Après trois semaines d'occupations, le vendredi 15 juin 2012, le ministère de l'intérieur a ordonné l'expulsion des paysans en dehors des propriétés, ce qui a donné lieu à de violents affrontements entre les occupants et les forces de police. 17 personnes ont trouvé la mort dont 11 paysans et 6 policiers. Une enquête de la Coordinadora de Derechos Humanos del Paraguay indiquera ultérieurement que six des onze paysans tués pourraient avoir été exécutés.  
Cet événement a été longtemps critiqué et a provoqué la démission du ministre de l'Intérieur Carlos Filizzola et du chef de la police Paulino Rojas. Aucun des policiers impliqué n'a été poursuivi tandis que 30 paysans ont été arrêtés et pour certains condamnés à des peines allant jusqu'à 30 ans de prison. Six mois après le massacre, le dirigeant Vidal Vega est assassiné par deux sicarios masqués alors qu'il menait une enquête parallèle. D’après lui, des « infiltrés » auraient déclenché la fusillade en tirant à la fois sur les paysans et les policiers.  
De multiples irrégularités ont entaché l’enquête. Un hélicoptère de la police a survolé les lieux, pendant les événements : l’enregistrement vidéo réalisé depuis les airs a mystérieusement disparu. Aucune expertise ni enquête balistique n’ont été entreprises pour déterminer qui a pu tuer les six policiers. En revanche, des douilles d’armes automatiques recueillies sur les lieux sembleraient indiquer que les victimes appartenant aux forces de l’ordre ne peuvent être imputées aux armes obsolètes des paysans. Dans le même registre, mais à contrario, un fusil Maverick calibre 12 volé à un ex-militaire plusieurs jours après les faits, et n’ayant donc rien à voir avec la tuerie, a été rajouté aux éléments censés prouver la culpabilité des « sans terre ».  